# Graafschap Waldeck-Wildungen
Het graafschap Waldeck-Wildungen was een graafschap binnen het Heilige Roomse Rijk dat behoorde tot de Boven-Rijnse Kreits.

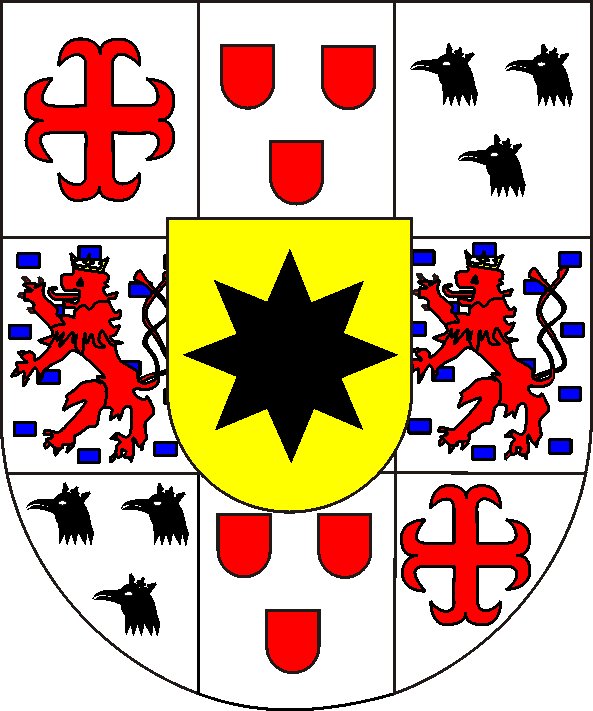
1,9: Pyrmont; 2,8: Rappoltstein; 3,7: Hoheneck; 4,6: Geroldseck; hart: Waldeck

## Oudere tak (1486-1598)
In 1486 werd het graafschap Waldeck verdeeld tussen graaf Hendrik VIII en zijn oom Filips II. Het graafschap Waldeck-Wildungen ontstond toen Hendrik VIII het graafschap kreeg met de ambten Wildungen. Naumburg en het halve ambt Rhoden en Korbach werd door beide broers bestuurd.
Na het uitsterven van de tak Waldeck-Lindau in 1495, ontstond er een strijd tussen Waldeck-Wildungen en Waldeck-Eisenberg over de erfenis. Uiteindelijk vond er in 1507 een nieuwe verdeling van de landen plaats.
Gemeenschappelijk werden Korbach, Niederwildungen, Sachsenhausen, Sachsenberg en Freienhagen. Waldeck-Wildungen kreeg Altwildungen (stad, slot en ambt). Burcht en stad Waldeck bleven gemeenschappelijk.
Het huwelijk van graaf Günther (overleden 1585) met Margaretha van Gleichen vormde de basis voor de latere verwerving van het graafschap Pyrmont en de heerlijkheid Tonna.
Met de dood van graaf Willem Ernst van Waldeck-Wildungen in 1598 kwam er een eind aan de zogenaamde oudere tak Wildungen. Het gebied viel toe aan de enige nog levende tak van het huis Waldeck: Waldeck-Eisenberg.

### Graven van Waldeck-Wildungen na de deling van 1486
| regering  | naam         | geboren    | overleden  | familie                        |
| --------- | ------------ | ---------- | ---------- | ------------------------------ |
| 1486-1513 | Hendrik VIII | 1465       | 28-05-1513 | zoon van Filips I van Waldeck  |
| 1513-1574 | Filips IV    | 1493       | 30-11-1574 | zoon                           |
| 1574-1577 | Daniel       | 01-08-1530 | 07-06-1577 | zoon                           |
| 1577-1577 | Hendrik IX   | 10-12-1531 | 03-10-1577 | broer                          |
| 1577-1585 | Günther      | 29-06-1557 | 23-05-1585 | zoon van oudere broer (Samuel) |
| 1585-1598 | Willem Ernst | 08-05-1584 | 16-09-1598 | zoon                           |

## Jongere tak (1607-1692)
In 1607 deelden twee zonen van de in 1588 overleden graaf Josias I van Waldeck-Eisenberg het graafschap opnieuw waarbij Christiaan Wildungen kreeg en Wolraad IV Eisenberg kreeg.
Na de dood van graaf Christiaan in 1637, kreeg zijn jongere zoon Johan II van Waldeck-Landau in 1638 Landau, maar deze zijtak stierf met zijn dood in 1668 alweer uit.
Graaf Christiaan Lodewijk huwde in 1658 Anna Elizabeth van Rappoltstein. Op grond van dit huwelijk maakte hij na het uitsterven van de graven van Rappoltstein in 1673 aanspraak op dit graafschap. Hij verloor de successiestrijd echter van Palts-Birkenfeld en de enige winst bestond uit de titels en wapens: graaf Van Rappoltstein, heer van Hoheneck en Geroldseck. Deze titels en wapens bleven de vorsten van Waldeck tot 1918 voeren.
Nadat de tak Waldeck-Eisenberg in 1692 was uitgestorven met vorst Georg Frederik werd heel Waldeck herenigd onder graaf Christiaan Lodewijk. Inmiddels was in 1685 de primogenituur ingevoerd, zodat er geen nieuwe delingen van het land meer volgden. Sinds 1692 was er dus alleen maar sprake van Waldeck en Pyrmont.

### Graven van Waldeck-Wildungen na de deling van 1607
| regering  | naam                | geboren    | overleden  | familie                               |
| --------- | ------------------- | ---------- | ---------- | ------------------------------------- |
| 1607-1637 | Christiaan          | 25-12-1585 | 31-12-1637 | zoon van Josias van Waldeck-Eisenberg |
| 1637-1645 | Filips VII          | 25-11-1613 | 24-2-1645  | zoon                                  |
| 1645-1706 | Christiaan Lodewijk | 29-7-1635  | 12-12-1706 | zoon                                  |
| 1660-1669 | Josias II           | 31-07-1636 | 29-07-1669 | broer (mede-regent)                   |